# Leopold I. von Gründlach
Leopold I. von Gründlach († 14. August 1303) war von 1296 bis zu seinem Tode 1303 Bischof des Bistums Bamberg.
Leopold I., auch Leupold, stammte aus dem Nürnberger Reichsministerialengeschlecht derer von Gründlach. Sein gleichnamiger Onkel war Propst von Sankt Gangolf in Bamberg. Leupold selbst war seit 1274 Propst von Sankt Stephan, seit 1283 Dompropst von Bamberg. 1293 erwarb er eine Anwartschaft auf eine Pfründe im Würzburger Domkapitel. 

## Leupold als Bischof
Zwischen dem 15. September und dem 9. Oktober 1296 wurde er zum Bischof gewählt. Als Elekt behielt er zunächst auch das Amt des Propstes bei. Papst Bonifaz VIII. kassierte die Wahl wegen Pfründenhäufung, dispensierte anschließend Leupold und ernannte ihn am 21. März 1297 zum Bischof von Bamberg. Mit der Weihe beauftragte der Papst den Kardinalbischof Gerhard von Sabina. Der Zeitpunkt der Verleihung des Palliums ist unbekannt. Leupold verpflichtete sich zur Zahlung rückständiger Servitien, verfiel wegen Zahlungsschwierigkeiten der Exkommunikation, konnte aber im August 1299 einen Zahlungsaufschub erwirken. Wohl erst zu Beginn des Jahres 1298 kehrte er von seiner Romreise zurück, wobei er in den Bamberger Besitzungen in Kärnten Station machte. Im Herbst 1300 hielt er sich erneut in Kärnten auf.
1298 in Nürnberg, 1301 in Augsburg und 1302 wiederum in Nürnberg hat Leupold an Hoftagen König Adolfs von Nassau teilgenommen und dabei königliche Schutzbriefe erlangt. Weitere päpstliche Geldforderungen betrafen eine Reisebeihilfe für den Legaten Nikolaus von Ostia. Von den 750 Pfund des 1301 auch für Bamberg ausgeschriebenen Kreuzzugszehnten konnten 1303 nur 400 Pfund beglichen werden, vor allem durch den Beitrag von Kloster Michelsberg. Der Rest sollte binnen zweier Jahre gezahlt werden. In weiteren Fällen zeigte sich ebenfalls die schlechte Finanzlage des Bistums.
Die Würzburger Judenverfolgungen griffen im Sommer 1298 auf Nürnberg und Bamberg über.
Nach dem Tode Leupolds kam es zu einer zwiespältigen Wahl zwischen Gerlach von Wetzlar, Propst von Völkermarkt, und dem Bamberger Dompropst Johannes von Muchel.